# Intentietremor
Bij een intentietremor beven een of meer lichaamsdelen door een onwillekeurige samentrekking van spieren, die toeneemt als het doel van de beweging dichterbij komt; oftewel als de intentie tot handelen groter wordt. Dit belemmert de patiënt in algemeen dagelijkse levensbehoeften (ADL), zoals eten, wassen, tandenpoetsen en persoonlijke hygiëne.
Meestal wordt een intentietremor veroorzaakt door een (gedeeltelijke) beschadiging van het cerebellum (de kleine hersenen), bijvoorbeeld ten gevolge van een hersenbloeding. Ook kan de intentietremor psychosomatisch zijn. Deze treedt dan op onder invloed van psychische factoren zoals stress, al dan niet met een in mindere mate aanwezige somatische oorzaak.
Patiënten die lijden aan deze symptomen, kunnen ook veel hinder ondervinden van schaamte. 